# Kanton Baigneux-les-Juifs
Kanton Baigneux-les-Juifs (francouzsky Canton de Baigneux-les-Juifs) je francouzský kanton v departementu Côte-d'Or v regionu Burgundsko. Tvoří ho 15 obcí.

## Obce kantonu
- Ampilly-les-Bordes
- Baigneux-les-Juifs
- Billy-lès-Chanceaux
- Chaume-lès-Baigneux
- Étormay
- Fontaines-en-Duesmois
- Jours-lès-Baigneux
- Magny-Lambert
- Oigny
- Orret
- Poiseul-la-Ville-et-Laperrière
- Saint-Marc-sur-Seine
- Semond
- Villaines-en-Duesmois
- La Villeneuve-les-Convers